# Stazione di Lustmühle
La stazione di Lustmühle (in tedesco Bahnhof Lustmühle) è una stazione ferroviaria nel comune svizzero di Teufen sulla linea San Gallo-Gais-Appenzello, facente parte della ferrovia Appenzello-San Gallo-Trogen.

## Storia
La stazione fu attivata il 1º ottobre 1889, in occasione dell'apertura della tratta San Gallo-Gais della ferrovia San Gallo-Gais-Appenzello.

## Strutture e impianti
La stazione dispone di due binari dotati di marciapiede per il servizio passeggeri. È dotata di una pensilina con copertura.

## Movimento
La stazione è servita da treni a cadenza semioraria sulla relazione Appenzello - Trogen (linea S21 della rete celere di San Gallo) e  da alcuni treni alle ore di punta per Teufen, Gais o Trogen (linea S22 della rete celere di San Gallo). Per entrambe le linee, è una fermata a richiesta.

## Servizi
Sono presenti piccoli parcheggi di interscambio per automobili e biciclette nei pressi della stazione.

## Interscambi
- Fermata autobus[5]